# Bathyplectes crassicornis
Bathyplectes crassicornis är en stekelart som beskrevs av Horstmann 1977. Bathyplectes crassicornis ingår i släktet Bathyplectes och familjen brokparasitsteklar. Inga underarter finns listade.